# Paul Galand
Ne doit pas être confondu avec Paul Galand (scientifique).
Paul Galand, né le 18 octobre 1943 à Uccle, est un homme politique belge, membre du parti Ecolo. Son frère, Pierre Galand, est aussi un homme politique, appartenant au Parti Socialiste.
Il est docteur en médecine et bachelier en philosophie.

## Biographie
Il a été président de l'AGL durant l'année 1968-1969. 
Paul Galand a été député régional bruxellois (1999-2009) et député au Parlement de la Communauté française de Belgique (2004-2009).

## Décoration
- Officier de l'ordre de Léopold (2009)[2]